# Stjepan Vukčić Kosača
Stjepan Vukčić Kosača je bil veliki vojvoda Bosanskega rusaga, od leta 1448 herceg Vojvodine Svetega Save in najvidnejši član družine Kosača, * okrog 1404, Foča, † 22. maj 1466.
Njegove posesti so se raztezale od Lima in Drine do Neretve v Dalmaciji in Imotskega na Hrvaškem. Po njegovih posestih (hercegovo ozemlje) se zdaj imenuje Hercegovina.

## Življenjepis
Stjepan Vukčić je bil sin kneza Vukca Hranića in Katarine Kosača. Rojen je bil v vasi Kosača nedaleč od Goražda. Njegov stric je bil veliki bosanski vojvoda Sandalj Hranić Kosača. Po stričevi smrti leta 1435 ga je nasledil kot veliki bosanski vojvoda. Takoj zatem se je moral spopasti z drugimi kandidati za vojvodski položaj. V sporu s Pavlovići je leta 1438 vojvodi Radoslavu Pavloviću ukradel posesti v okolici Trebinja. Od leta 1440 do 1443 je oblast razširil na Omiš, Završje (ali Tropolje), Poljico, Gornjo Zeto, Bar, Trebinje in Klobuk.

## Družina
Stjepan Vukčić je bil poročen trikrat. Prva žena je bila zetska princesa Jelena iz družine Balšić, s katero se je poročil leta 1424. Z njo je imel tri otroke:
- Vladislava Hercegovića
- Vlatka Hercegovića
- Katarino

Jelena je leta 1453 umrla. Dve leti po njeni smrti se je poročil Barbaro de Payro in nato leta 1460 z bavarsko kneginjo Cecilijo. Z njo je imel sina
- Stjepana Hercegoviča, ki se je po prestopu v islam preimenoval v Ahmed pašo.

Zaradi groženj Beneške republike in zetskega vojvode Stefana Crnojevića, ki so mu kmalu zatem ukradli Bar, Gornjo Zeto in Omiš, se je spravil z bosanskim kraljem Stjepanom Tomašem, s katerim se je dotlej vojskoval. V znak sprave je pristal na poroko svoje hčerke Katarine z bosanskim kraljem leta 1446.

## Pridobitev naslova herceg
Leta  1448 se je pridružil Osmanom in srbskemu despotu Đurađu Brankoviću v napadu na Bosno in pridobil naslov herceg (vojvoda), s katerim ga je naslavljal cesar Svetega rimskega cesarstva Friderik III. V času, ko je bil poročen z bavarsko princeso Cecilijo, je v korespondenci uporabljal nemško različico naslova  - Herzog. Njegova oblast se je raztezala od Lima do Cetine in od Rame do Kotorskega zaliva. Na tem ozemlju je vladal povsem samostojno.
Vladal je iz več rezidenc, poleti največ iz Blagaja, pozimi pa največ iz (Herceg) Novega. Poskušal je doseči tudi gospodarsko neodvisnost svoje vojvodine, zato je poskušal Novi razviti v pomorsko mesto in trgovsko središče in leta 1449 ustanovil tkalnico sukna. Leta 1451 je izbruhnila druga konaveljska vojna med Kotorjem in Dubrovnikom, ki je trajala do leta 1454. Vanjo so se zapletli tudi hercegovi nasprotniki - bosanski kralj Stjepan Tomaš, hercegov sin Vladislav Hercegović Kosača, velikaši Vlatkovići in nekateri hercegovi vazali. Ko je hercega podprla osmanska vojska, so začeli nasprotniki omahovati. Leta 1453 se je spravil s sinom Vladislavom in leto kasneje z Dubrovnikom. Ko so začeli Osmani vpadati tudi na njegovo ozemlje, se je leta 1461 spravil tudi s Stjepanom Tomaševićem. 
Po padcu Bosne leta 1463 so začeli Osmani postopoma osvajati tudi njegovo ozemlje in do leta 1465 osvojili Hum in Podrinje, Benečani pa Neretvansko krajino. Proti koncu življenja se je njegovo ozemlje skrčilo na ozek pas ob Jadranskem morju in mesto Novi, katerega so Osmani osvojili leta 1482.

## Smrt
Herceg Stjepan Vukčić Kosača je umrl leta 1466. Po osmanski osvojitvi je njegovo nekdanje ozemlje dobilo ime Hercegovina. Ozemlje Hercegovine se je v zgodovini nekoliko spreminjalo, ime pa se je ohranilo do danes.